# Bulletin de psychologie

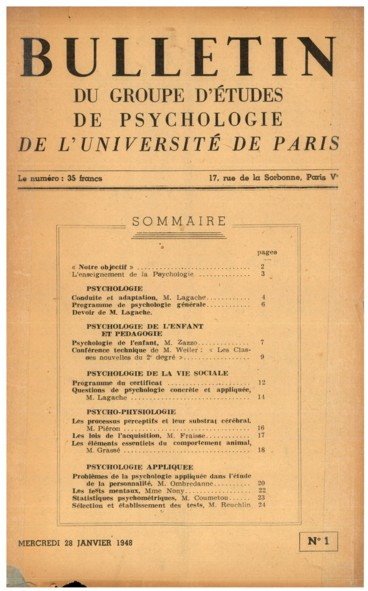
Bulletin du Groupe d'études de psychologie de l'Université de Paris, 1948

Le Bulletin de psychologie est une revue scientifique, à comité de lecture et à diffusion internationale. Elle s'adresse aux professionnels des diverses spécialités de la psychologie, et publie quatre numéros par an. Le Bulletin de psychologie est indépendant de tout éditeur commercial et son objectif est la diffusion de la culture, de la langue et des connaissances scientifiques en langue française.

## Histoire

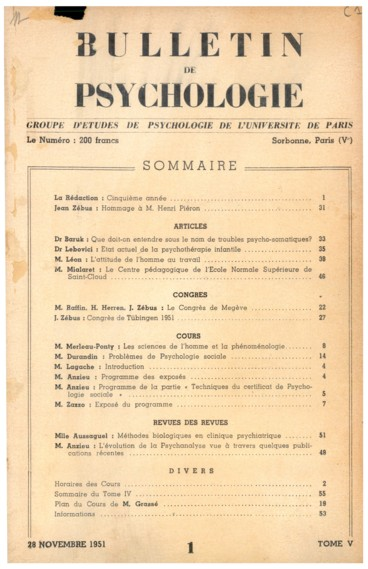
Bulletin de psychologie, 1951

Le Bulletin du Groupe d'études de psychologie de l'Université de Paris  (ISSN 0242-5432) est créé le 28 janvier 1948 par le Groupe des étudiants de psychologie de l’Université de Paris afin d’aider les étudiants qui ne pouvaient suivre que partiellement les cours de la nouvelle licence de psychologie ou de l’Institut de psychologie.
En 1951 la revue change de nom et devient le Bulletin de psychologie.
Initialement la revue publiait principalement des notes de cours, ceux dispensés à la création de la licence de psychologie à la Sorbonne, puis a publié des articles de recherches, des comptes-rendus de colloques, de conférences, de groupes de recherches. Depuis 2019, la revue publie aussi des résumés de thèses longs et leur traduction en anglais sur le site de CAIRN.
Le Bulletin de psychologie est signataire de la Déclaration de San-Francisco.